# Padivarma
Padivarma è una frazione di 199 abitanti del comune di Beverino, in provincia della Spezia.

## Geografia fisica
Sede del comune sparso beverinese, il centro è posizionato a 73 m s.l.m. Fanno parte del territorio frazionario anche le località di Case Lodola, Oltre Vara (sede parrocchiale) e Stagnedo.

## Storia
Nonostante il suo aspetto odierno risulti più "moderno" rispetto agli altri centri frazionari del comune, la fondazione del primo borgo di Padivarma risalirebbe al basso medioevo; la località di Oltre Vara, sede parrocchiale, seppur piccolo centro, conserva ancora in parte l'originario aspetto medievale. 

### Età Medievale
Il borgo di Padivarma è citato in diplomi imperiali del 1185 e del 1191, come possedimento del vescovo di Luni Pietro; il centro, sorto ai piedi della medievale frazione fortificata di Bracelli, si trovava in un luogo strategico per le due più importanti vie di comunicazione di questo tratto della val di Vara: la prima, seguendo il corso del fiume Vara, collegava l'area intorno a Ceparana e Luni con la strada per Brugnato; la seconda, ricalcando pressappoco l'attuale strada statale 1 Via Aurelia, la vallata con il golfo della Spezia. Una successiva via di comunicazione passava inoltre per il ponte di Padivarma, gestito e mantenuto dal santuario di Nostra Signora di Soviore, sulle colline di Monterosso al Mare, collegando l'entroterra valligiano con la costa delle Cinque Terre e Riviera spezzina.
Alla dominazione vescovile lunense seguì quella dei conti Fieschi di Lavagna e, successivamente, ad altre famiglie e signorie del luogo. Ceduto alla Repubblica di Genova nel 1274 - assieme al borgo di Beverino - ne seguì le vicissitudine storiche fino alla dominazione napoleonica di fine Settecento.

### Età Moderna
Dal 2 dicembre 1797 la municipalità di Padivarma fu inserita nel Dipartimento del Golfo di Venere, con capoluogo La Spezia, all'interno della Repubblica Ligure. Dal 28 aprile 1798 rientrò nel V cantone, con capoluogo Beverino, della Giurisdizione di Golfo di Venere. Dal 1803 fu uno dei centri principali del III cantone del Golfo di Venere nella Giurisdizione del Golfo di Venere e, con l'annessione nel Primo Impero francese, dal 13 giugno 1805 al 1814 inserito nel Dipartimento degli Appennini.

### Età Contemporanea
Con l'ingresso nel Regno di Sardegna, dal 1815, probabilmente l'allora municipalità di Padivarma fu soppressa e aggregata al comune sparso di Beverino seguendone le sorti storiche.

## Monumenti e luoghi d'interesse

### Architetture religiose
- Chiesa parrocchiale di San Lorenzo Martire con la lunetta del XII secolo nella località di Oltre Vara. Sono inoltre visibili i resti delle antiche fondamenta della struttura medievale. All'interno sono conservati un bassorilievo risalente al VII o VIII secolo raffigurante il santo titolare della chiesa. Il rimaneggiamento del complesso visibile oggi venne attuato nel XVII secolo.[3]
- Oratorio (propr. Realdo Ciuffardi).[4]

### Architetture civili
- Palazzo del Comune, sede del comune di Beverino. Costruito negli anni trenta del XX secolo, l'edificio conserva un pavimento futurista a mosaico.
- Fontana del Papa. Sita lungo la strada che congiunge Padivarma al capoluogo, l'11 agosto 1809 papa Pio VII vi si fermò a bere, lungo il tragitto che lo avrebbe condotto, come prigioniero di Napoleone, da Firenze a Savona.

## Cultura

### Eventi
- Festa patronale di san Lorenzo, il 10 agosto.